# Ái Tử (thị trấn)
Ái Tử là thị trấn huyện lỵ của huyện Triệu Phong, tỉnh Quảng Trị, Việt Nam.

## Địa lý
Thị trấn Ái Tử nằm ở trung tâm huyện Triệu Phong, có vị trí địa lý:
- Phía đông giáp xã Triệu Long với ranh giới là sông Thạch Hãn
- Phía tây và phía bắc giáp xã Triệu Ái
- Phía nam giáp xã Triệu Thượng.

Thị trấn Ái Tử có diện tích 3,45 km², dân số năm 2019 là 4.320 người, mật độ dân số đạt 1.252 người/km².

## Hành chính
Thị trấn Ái Tử được chia thành 5 tiểu khu: 1, 2, 3, 4, 6.

## Lịch sử
Ngày 1 tháng 8 năm 1994, Chính phủ ban hành Nghị định số 79-CP về việc thành lập thị trấn Ái Tử trên cơ sở tách 8,76 ha diện tích tự nhiên và 288 nhân khẩu của xã Triệu Giang; 192 ha diện tích tự nhiên và 1.602 nhân khẩu của xã Triệu Ái; 150 ha diện tích tự nhiên và 1.154 nhân khẩu của xã Triệu Thượng.
Thị trấn Ái Tử có 350 ha diện tích tự nhiên và 3.044 nhân khẩu với 5 tiểu khu.
Năm 2000, thành lập tiểu khu 6 trên cơ sở một phần của xã Triệu Long.
Ngày 11 tháng 9 năm 2013, UBND tỉnh Quảng Trị ban hành Quyết định số 1637/QĐ-UBND về việc công nhận thị trấn Ái Tử là đô thị loại V.
Tính đến ngày 31 tháng 12 năm 2018, thị trấn Ái Tử có 6 tiểu khu: 1, 2, 3, 4, 5, 6.
Ngày 20 tháng 7 năm 2019, HĐND tỉnh Quảng Trị ban hành Nghị quyết số 21/NQ-HĐND về việc sáp nhập tiểu khu 5 vào tiểu khu 4.
Thị trấn Ái Tử có 5 tiểu khu: 1, 2, 3, 4, 6.